# Mijaíl Subbotin
Mijaíl Fiódorovich Subbotin (en ruso: Михаи́л Фёдорович Суббо́тин; Ostrołęka, 17 de juniojul./ 29 de junio de 1893greg.
– Leningrado, 26 de diciembre de 1966), fue un astrónomo ruso de la etapa soviética, miembro correspondiente de la Academia de Ciencias de la URSS (1946).

## Biografía
Subbotin se graduó en la Universidad de Varsovia en el año 1914, donde trabajaría entre 1912 y 1915.
Desde 1915 hasta 1922 fue profesor en el Instituto Politécnico del Don, en la ciudad de Novocherkask, y a partir de 1922 pasó a dirigir el Observatorio de Taskent, labor que compaginó con la de profesor de la Universidad de Asia Central, encargándose de la organización de la Estación Internacional de Latitud en Kitob.
En las décadas de 1930 a 1960 trabajó en la Universidad de Leningrado (entre 1930 y 1935 administró la cátedra de astronomía; a partir de 1935 la cátedra de mecánica celeste; entre 1933 y 1941 fue decano de la facultad de matemática mecánica; y entre 1934 y 1939 director del Observatorio de la Universidad). También trabajó en el Observatorio de Púlkovo entre 1931 y 1934, dirigiendo el sector teórico.
Entre 1942 y 1964 fue director del Instituto de Astronomía Teórica en la Academia Nacional de Ciencias de la URSS.

## Logros científicos
Las principales investigaciones de Subbotin se refieren a la mecánica celeste y a la astronomía teórica. Fundó la Escuela de Mecánica Celeste de San Petersburgo, y por su iniciativa en el Instituto de Astronomía Teórica se creó el departamento de mecánica celeste aplicada, que desempeñó un papel fundamental en la resolución de los problemas iniciales de los primeros satélites artificiales. Perfeccionó un método de resolución de las ecuaciones de Euler-Lambert para calcular elementos orbitales y lo puso en práctica. 
Perfeccionó un método para mejorar la órbita deducida de un gran número de observaciones, e investigó el problema de los dos cuerpos con masas variables. 
También investigó las desigualdades seculares en forma de serie de potencias de la excentricidad de las órbitas planetarias. Escribió una serie de trabajos sobre aplicaciones informáticas y computación matemática, ocupándose sobre cuestiones de astrometría. Así mismo, desarrolló la idea de utilizar las observaciones de los asteroides para determinar la orientación del sistema de coordenadas del catálogo de estrellas, y propuso métodos para la determinación de los errores sistemáticos de las posiciones de las estrellas del catálogo.
Fue autor de los tres volúmenes del "Curso de mecánica celeste" (1933-1949), en el que por primera vez se detallaban en ruso las principales cuestiones de la mecánica celeste. También realizó una serie de investigaciones fundamentales sobre la historia de la astronomía, y fue redactor del "Anuario Astronómico de la URSS", publicado por el Instituto de Astronomía Teórica de la Academia de Ciencias de la URSS.
Realizó una extensa labor pedagógica. Al margen de su trabajo científico, se dedicó a la pintura, actividad en la que alcanzó el nivel de un artista profesional.

## Premios
- Orden de la Bandera Roja del Trabajo (10-06-1945)

## Reconocimientos
- En 1971 se instaló una placa conmemorativa en el edificio de la calle Moskovsky Prospect 206 en San Petersburgo (obra del arquitecto S. S. Isev).[2]
- El cráter lunar Subbotin.[3]
- El asteroide (1692) Subbotina.[4]